# 가축위생방역지원본부
가축위생방역지원본부(家畜衛生防疫支援本部, Livestock Health Control Association)는 효율적인 가축방역 및 축산물 위생관리를 통하여 질병청정화와 축산물의 안전성을 향상시키고, 국내 축산업 발전과 양축농가의 소득증대 및 국민보건 향상에 기여하기 위한 비영리 공익업무 수행을 목적으로 설립된 농림축산식품부 산하 기타공공기관이다. 본부는 세종특별자치시 아름서길 21 (아름동)에 위치하고 있다.

## 설립 근거
- 가축전염병예방법[1]

## 주요 사업
- 가축의 예방접종·약물목욕·임상검사 및 검사시료 채취
- 축산물의 위생검사
- 가축전염병 예방을 위한 소독 및 교육·홍보
- 가축방역사 및 도축검사원 교육·양성
- 수입식용축산물의 현물검사 및 유통 이력관리
- 국가 또는 지방자치단체로부터 위탁받은 사업 및 부대사업

## 연혁
- 1999년 4월: '돼지콜레라박멸비상대책본부' 창립
- 2000년 6월: 사단법인 '가축위생방역지원본부' 인가
- 2003년 6월: 특수법인 '가축위생방역지원본부' 확대·설립[2]
- 2005년 1월: 「정부산하관리기본법」의 '정부산하기관'으로 지정
- 2007년 4월: 「공공기관의운영에관한법률」의 '기타공공기관'으로 지정
- 2007년 10월: 공공기관 혁신평가 우수기관 정부표창 수상
- 2009년 3월: 수입식용축산물에 대한 현물검사 업무수임

## 조직

### 본부장
- 이사회
- 감사
  - 감사실장

#### 전무이사
- 관리처장
  - 기획예산부
  - 경영지원부
    - 경영평가팀

  - 인재개발부
    - 정보화사업팀
- 사업처장
  - 방역사업부
    - 제주사무소

  - 위생검역부
  - 유통관리부

### 지역본부
- 경기도본부
  - 중부사무소
  - 동부사무소
  - 서부사무소
  - 남부사무소
  - 북부사무소
  - 동북부사무소
  - 서북부사무소
- 강원도본부
  - 중부사무소
  - 동부사무소
  - 서부사무소
  - 남부사무소
  - 북부사무소
- 충북도본부
  - 중부사무소
  - 동부사무소
  - 남부사무소
  - 북부사무소
- 충남도본부
  - 중부사무소
  - 동부사무소
  - 서부사무소
  - 남부사무소
  - 북부사무소
- 전북도본부
  - 중부사무소
  - 동부사무소
  - 서부사무소
  - 남부사무소
  - 북부사무소
- 전남도본부
  - 중부사무소
  - 동부사무소
  - 서부사무소
  - 남부사무소
  - 북부사무소
- 경북도본부
  - 중부사무소
  - 동부사무소
  - 서부사무소
  - 남부사무소
  - 북부사무소
- 경남도본부
  - 중부사무소
  - 동부사무소
  - 서부사무소
  - 남부사무소
  - 북부사무소
  - 동북부사무소